# Federico Cesi
Federico Cesi (Rome, 1585 - Acquasparta, 1er août 1630), duc d'Acquasparta et prince de Sant’Angelo et San Polo, est un scientifique et un naturaliste italien du début du XVIIe siècle, fondateur de l'Académie des Lyncéens (Accademia dei Lincei). Federico Cesi protégea les sciences et les cultiva lui-même avec ardeur.[Quoi ?] Sa principale œuvre écrite est le Theatrum totius naturae.

## Biographie
Né à Rome, en 1585, Cesi cultiva dès la plus tendre jeunesse, avec un zèle extraordinaire, ses dispositions pour les sciences. Il n’avait que dix-huit ans lorsqu’il institua l’Académie des Lyncéens, dont l’objet principal était de travailler à faire des découvertes dans l’histoire naturelle, science pour laquelle il avait une grande passion. C’est la plus ancienne académie d’Italie dont le but ne fût pas la poésie ou la littérature. Il lui donna le nom d’Académie des Lyncéens, pour marquer que les académiciens devaient avoir des yeux de lynx, afin de découvrir les secrets de la nature. Ils prirent en conséquence un lynx pour leur devise. On voit à la tête de l’histoire de cette académie, par Giovanni Bianchi, une médaille, qui, d’un côté représente le buste du prince Cesi, et, au revers, un lynx placé au milieu d’une couronne civique, avec cette légende, Lynceis institutis. Quelques personnes attribuent au prince Cesi l’invention du microscope et du télescope ; au moins il est sûr qu’il en a propagé l’usage et qu’il les a, l’un des premiers, désignés sous ces deux noms. Les académiciens portaient un anneau d’or, dont le chaton contenait une émeraude, où étaient gravés un lynx, le nom du fondateur, et celui de l’académie. Le prince Cesi voulait leur donner un costume particulier, et ériger cette académie en espèce d’ordre de chevalerie. Le nombre des membres était petit, parce qu’on en exigeait des connaissances profondes et solides. Ou y distinguait Galilée, Fabio Colonna et Francesco Stelluti, qui a, le premier, appliqué le microscope à des observations suivies sur les abeilles. Elle avait une branche à Naples, qui eut des succès sous la présidence de Giambattista della Porta ; mais elle fut de courte durée, ayant porté ombrage au gouvernement, qui l’accusa de s’occuper de magie. Les séances, à Rome, se tenaient dans le palais Cesi ; le prince subvenait à tous les frais de l’académie. Il fit planter, pour l’usage des académiciens, un jardin botanique, construire un cabinet d’histoire naturelle, et une bibliothèque. Il eut à surmonter de violentes contrariétés de la part de son père qui, jusqu’à sa mort, survenue deux ans avant celle de son fils, s’opposa fortement à toutes ces innovations ; on l’a même accusé d’avoir voulu faire assassiner Johannes van Heeck (en), médecin hollandais, qui avait inspiré au prince Federico le goût de l’histoire naturelle, et qui fut, en effet, contraint de quitter l’Italie pendant quelques années. Ce corps philosophique ouvrit ses séances le 17 août 1603. Tant que le fondateur vécut, l’académie ne fit que prospérer, et produisit des écrivains habiles d’histoire naturelle : le prince lui-même fut de ce nombre : il découvrit, le premier, les spores de la fougère. Après sa mort, en 1630, le commandeur Cassiano dal Pozzo recueillit l’Académie des Lyncéens dans son palais ; elle put continuer jusqu’en 1651, grâce à la protection du cardinal Barberini, qui en était membre. Il n’en est plus fait mention depuis cette époque jusqu’à sa première renaissance en 1745.

## Œuvres
Federico Cesi a publié divers traités, savoir : sur les abeilles (Apiarium), Rome, 1625, in-fol. ; sur les bois fossiles (Metallophylum) ; sur plusieurs phénomènes particuliers (Prodigiorum omnium physica expositio). Il excita les académiciens, ses confrères, à éclaircir et à publier l’ouvrage de Francisco Hernández, sur l’histoire naturelle du Mexique, abrégé par Antonio Recchi. Il fit tous les frais des gravures, soit des plantes, soit des animaux, et y ajouta des tables (Tabulæ phylosophicæ), pour partager les plantes selon leurs diverses formes et qualités ; mais sa mort prématurée l’empêcha de les publier. Cet ouvrage, orné des remarques de Terrentius de Constance, de Jean Faber et de Fabio Colonna, ne put paraître qu’en 1651. Ces tables, distribuées par accolades, suivant la méthode du temps, offrent, de la manière la plus concise et la plus exacte, la philosophie botanique, telle que la conçut, un siècle après, le célèbre Carl von Linné, et, en rapprochant quelques passages des deux auteurs, on serait tenté de croire que le naturaliste suédois les aurait étudiées, quoique ni lui ni aucun botaniste jusqu’à Haller n’ait cité cet ouvrage curieux. C’est le seul qui ait été publié au nom de l’Académie des Lyncéens. Bianchi, sous le nom de Janus Plancus, qui essaya de rétablir cette académie, en a donné une notice historique ; mais D. Balthasar Odescalchi, duc de Cési, en a donné une beaucoup plus détaillée, sous ce titre : Memorie istorico-critiche dell’accademia de Lincej e del principe Federico Cesi, Rome, 1806, in-4° de 317 pages. En 1785, on voyait encore dans la bibliothèque du palais Albani, à Rome, un manuscrit du prince Cési, en 3 vol. in-fol., contenant les figures d’un grand nombre de champignons peints d’après nature, et d’une très-belle exécution. Fabio Colonna avait donné le nom de Cæsia a une plante dont la singularité l’avait frappé ; mais on reconnut bientôt que ce n’était qu’une variété monstrueuse de jacinthe. Robert Brown, plus heureux, lui a consacré un des genres nombreux qu’il a découverts à la Nouvelle-Hollande.

## Sources
- « Federico Cesi », dans Louis-Gabriel Michaud, Biographie universelle ancienne et moderne : histoire par ordre alphabétique de la vie publique et privée de tous les hommes avec la collaboration de plus de 300 savants et littérateurs français ou étrangers, 2e édition, 1843-1865 [détail de l’édition]
- Marie-Nicolas Bouillet  et Alexis Chassang (dir.), « Federico Cesi » dans Dictionnaire universel d’histoire et de géographie, 1878 (lire sur Wikisource)